# Edmond Cloetens
Edmond Cloetens var en belgisk bågskytt. 
Cloetens deltog vid olympiska sommarspelen 1920, där han tog tre guld.